# Jonas Andriškevičius

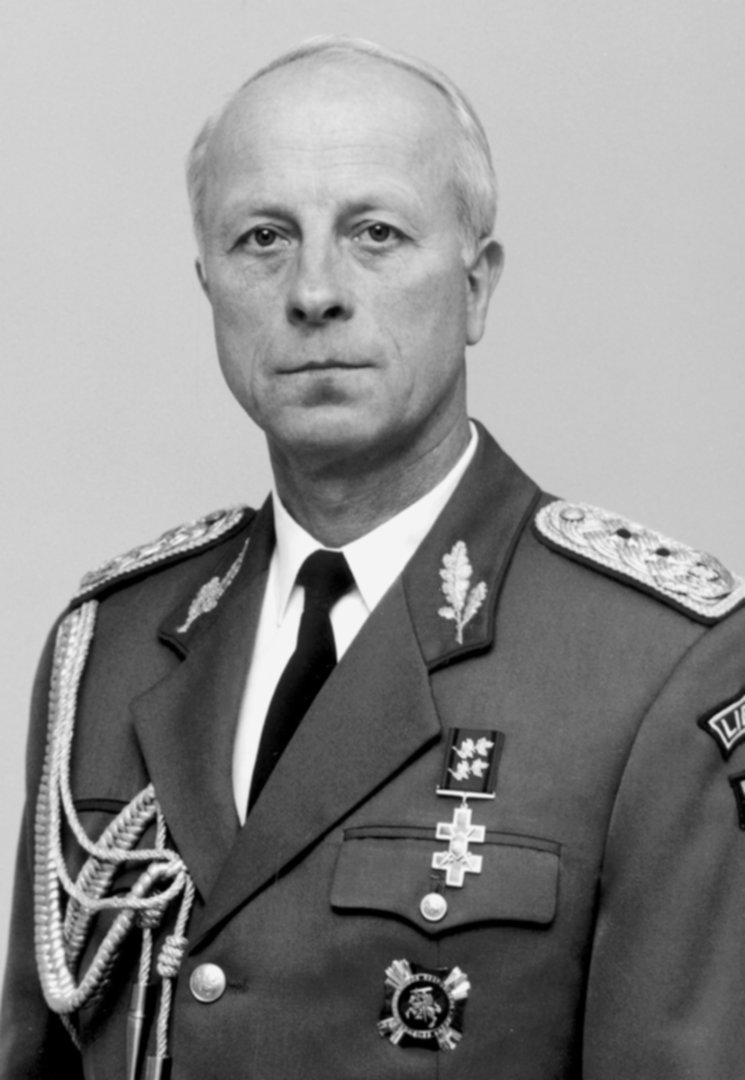
Jonas Andriškevičius

Jonas Andriškevičius (* 27. Juli 1944 in Debeikiai, Rajongemeinde Anykščiai) ist ein litauischer Generalmajor a. D. und war von 1993 bis 1999 Befehlshaber der Litauischen Armee.

## Leben
Jonas Andriškevičius absolvierte die Jonas-Biliūnas-Mittelschule in Anykščiai und leistete den Wehrdienst in der sowjetischen Armee.

### Militärische Laufbahn
Im Jahr 1967 absolvierte Andriškevičius die Militärhochschule in Leningrad. Von 1967 bis 1973 diente er in der Gruppe der Sowjetischen Streitkräfte in Deutschland. Von 1973 bis 1976 besuchte er ein Aufbaustudium an der Militärakademie „M.W. Frunse“. Ab 1979 war er im Sibirischen Militärbezirk und von 1981 bis 1984 in Äthiopien stationiert. Im Jahr 1984 übernahm er die Leitung des Lehrstuhls für Militärausbildung an der Universität Vilnius.
Andriškevičius trat 1992 formal zu den litauischen Streitkräften über. Noch im selben Jahr übernahm er die Leitung der litauischen Militärakademie. Ein Jahr später wurde er zum Generalmajor befördert.
Vom 20. Oktober 1993 bis zum Juni 1999 war er Oberbefehlshaber der Streitkräfte. Während dieser Verwendung besuchte er von 1997 bis 1998 eine Weiterbildung am NATO Defence College in Rom. Seit dem 1. Juli 1999 ist er im Ruhestand.

## Quelle
- JUNDA: J.Andriskevicius (englisch) (Memento vom 28. September 2007 im Internet Archive) (englisch)

| Personendaten    | Personendaten                                                              |
| ---------------- | -------------------------------------------------------------------------- |
| NAME             | Andriškevičius, Jonas                                                      |
| KURZBESCHREIBUNG | litauischer General, Befehlshaber der litauischen Streitkräfte (1993–1999) |
| GEBURTSDATUM     | 27. Juli 1944                                                              |
| GEBURTSORT       | Debeikiai, Anyksciai                                                       |